# حمام کوشک قاضی
حمام کوشک قاضی مربوط به دوره قاجار است و در شهرستان فسا، بخش مرکزی، دهستان کوشک قاضی، روستای کوشک قاضی واقع شده و با شمارهٔ ثبت ۲۶۶۵۵ به‌عنوان یکی از آثار ملی ایران به ثبت رسیده‌است.

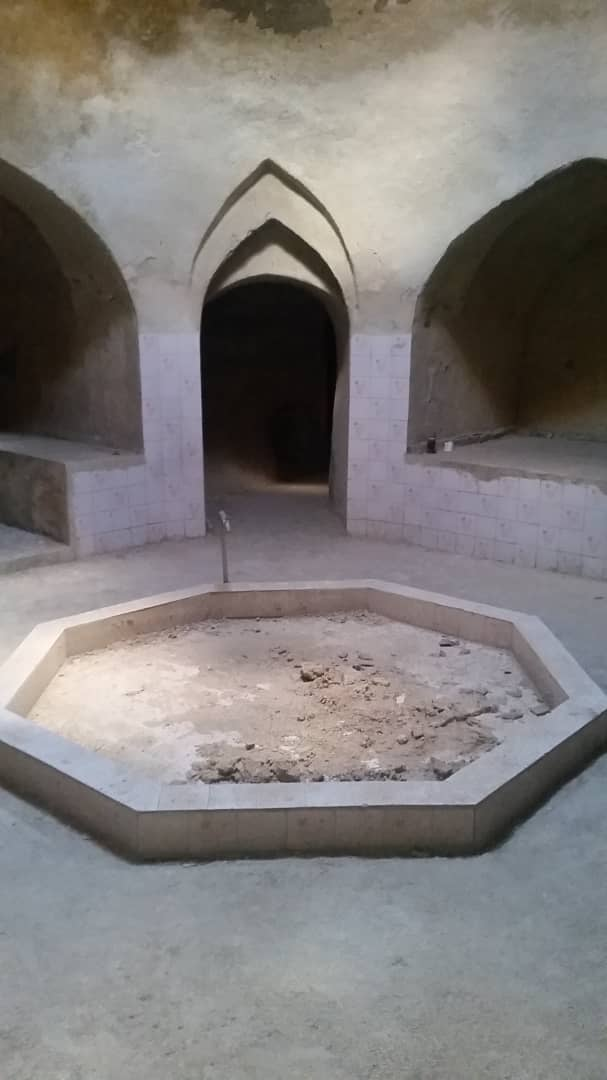
حوض سر بینه حمام کوشک قاضی

حمام کوشک قاضی یکی از بناهای تاریخی روستای کوشک قاضی می‌باشد که در ۳ کیلومتر شهر فسا قرار دارد. این حمام یکی از قدیمی‌ترین بناهای کوشکقاضی می‌باشد که تاریخ ساخت آن به دوره قاجار برمی‌گردد. حمام کوشک قاضی دارای یک رختکن، یک صحن و چند نمره می‌باشد که در حال حاضر بی استفاده و متروکه مانده‌است.
در اطراف این حمام در گذشته چندین مهمانسرای زیبا و باستانی، یک میدان نسبتاً بزرگ، یک باغ کهن و یک اسطبل دوطبقه وجود داشته که محل نگهداری اسبان خوانین بوده‌است. در حال حاضر تنها حمام و میدان جلوی آن باقی مانده‌اند. بقیه بناها و باغچه اطراف حمام متأسفانه بر اثر مرور زمان و کوچ صاحبان اولیه و عدم توجه سازمان میراث فرهنگی از بین رفته‌اند.
از سه باب حمام که در گذشته درکوشک قاضی وجود داشته تنها این حمام باقی مانده‌است که در سازمان میراث فرهنگی ثبت شده و شماره ثبت آن ۲۶۶۵۵ می‌باشد. تاریخ ساخت حمام به‌درستی معلوم نیست ولی روایت شده که مالک اصلی این حمام شخصی بنام غلامرضا خان رضایی بوده‌است. 